# S. Chubatoshi Jamir

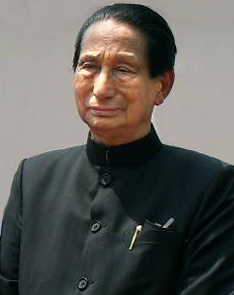
Senayangba Chubatoshi „S. C.“ Jamir (17. März 2018)

Senayangba Chubatoshi „S. C.“ Jamir (* 17. Oktober 1931 in Ungma, Assam, Britisch-Indien) ist ein indischer Politiker des Indischen Nationalkongresses (INC), der sowohl Mitglied der Lok Sabha, des Unterhauses des indischen Parlaments, als auch Mitglied der Rajya Sabha, des Oberhauses des Parlaments, war. Er war viermal Chief Minister von Nagaland sowie Gouverneur mehrerer Bundesstaaten.

## Leben

### Rechtsanwalt, Lok Sabha-Mitglied und stellvertretender Unionsminister

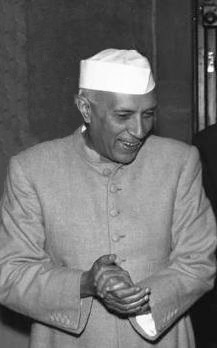
S. C. Jamir war zu Beginn der 1960er Jahre Parlamentarischer Sekretär von Außenminister Jawaharlal Nehru.

Senayangba Chubatoshi „S. C.“ Jamir, Sohn von Senayangba Jamir, begann nach dem Besuch der Grundschule in Mokokchung sowie des 1830 gegründeten Scottish Church College in Kalkutta zunächst ein grundständiges Studium an der University of Allahabad, das er mit einem Bachelor of Arts (B.A.) beendete. Ein darauf folgendes Studium der Rechtswissenschaften an der University of Allahabad schloss er mit einem Bachelor of Laws (LL.B.) ab und war danach als Rechtsanwalt tätig. Er engagierte sich daneben für das Volk der Naga im Naga National Council sowie als Sekretär der Naga Peoples Convention. Seine politische Laufbahn begann er in der Kommunalpolitik als Vorsitzender des Stadtausschusses von Mokokchung. Anfang der 1960er Jahre engagierte er sich vor der Gründung des Bundesstaates Nagaland, der am 1. Dezember 1963 aus Teilen des Bundesstaates Assam gebildet wurde, als Mitglied der Interimskörperschaft von Nagaland sowie als Mitglied der Grenzkommission für das Nagaland.
Bei einer Nachwahl wurde S. C. Jamir für den Indischen Nationalkongress (INC) 1961 erstmals Mitglied der Lok Sabha gewählt, des Unterhauses des indischen Parlaments, und gehörte dieser nach seiner Wiederwahl bei der Wahl vom 19. bis 25. Februar 1962 sowie der Wahl vom 15. bis 21. Februar 1967 als Vertreter von Nagaland bis 1970 an. Während dieser Zeit wurde er am 12. Mai 1962 Parlamentarischer Sekretär von Premierminister Jawaharlal Nehru, der bis zum 27. Mai 1964 auch Außenminister von Indien war. In dieser Funktion nahm er 1962 als Mitglied der indischen Delegation auch an der 17. Sitzung der UNO-Generalversammlung teil. Er auch am 15. Januar 1966 wieder zum Parlamentarischen Sekretär im Kabinett Indira Gandhi I ernannt und bekleidete dieses Amt bis Februar 1967 als keine Parlamentarischen Sekretäre mehr ernannt wurden. Stattdessen fungierte er im Kabinett Indira Gandhi I zwischen 1967 und 1968 erst als Stellvertretender Minister für Eisenbahnen, Arbeit, Beschäftigung und Rehabilitation sowie im Anschluss von 1968 bis 1970 als Stellvertretender Minister für Gemeindeentwicklung und Zusammenarbeit, Ernährung und Landwirtschaft.

### Chief Minister von Nagaland und Rajya Sabha-Mitglied

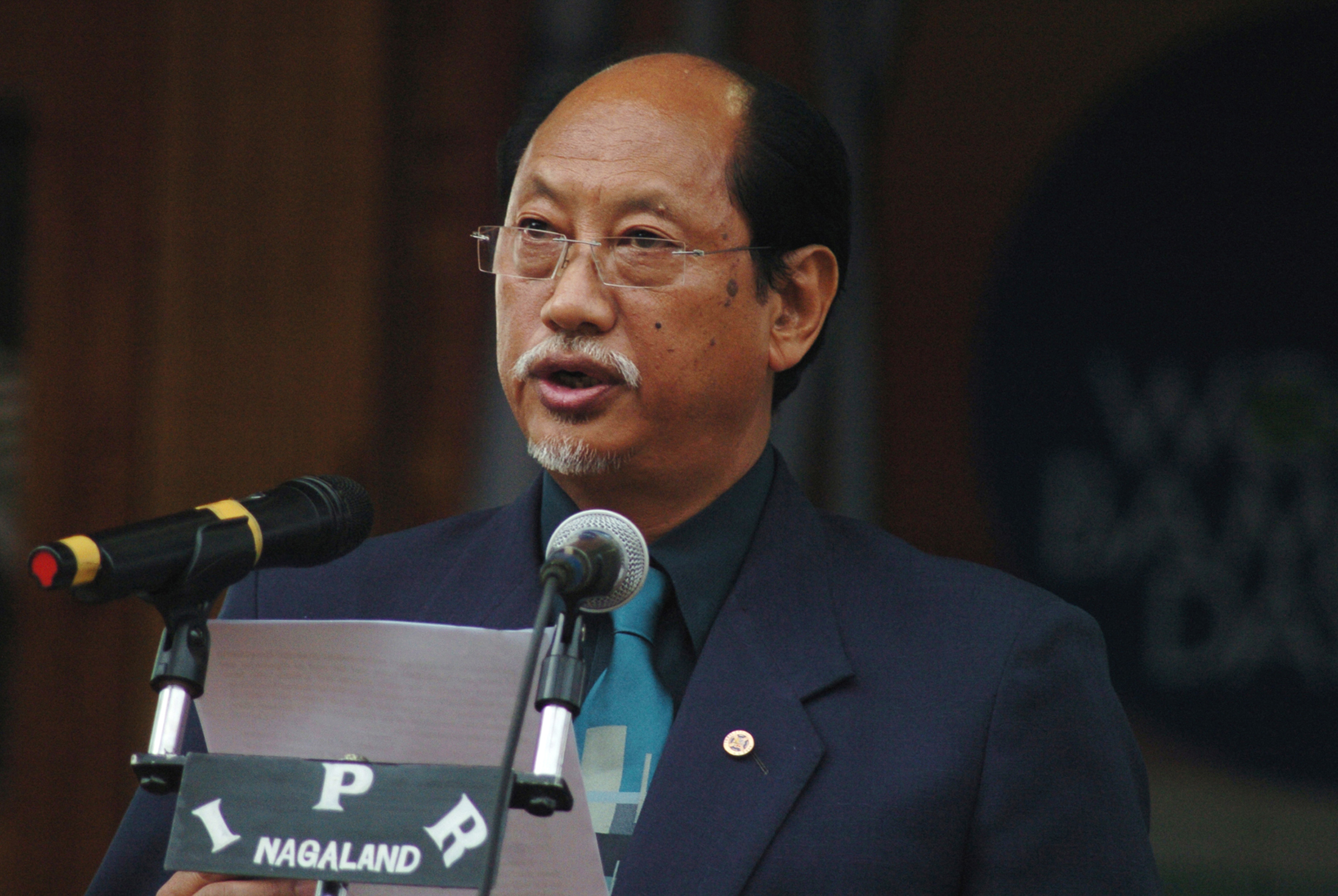
Neiphiu Rio, mit dem S. C. Jamir sich im September 2002 überworfen hatte, wurde am 5. März 2003 sein Nachfolger als Chief Minister von Nagaland.

Nach seinem Ausscheiden aus Unionsregierung und Lok Sabha wurde S. C. Jamir 1970 Mitglied der Legislativversammlung von Nagaland (Nagaland Legislative Assembly). Er war zwischen Februar 1974 und März 1975 Minister in der ersten Regierung von Chief Minister Vizol Angami sowie von November 1977 bis Januar 1980 stellvertretender Chefminister (Deputy Chief Minister) in der zweiten Regierung von Chief Minister Vizol Angami. Als Nachfolger von George A. Pang übernahm er am 18. April 1980 erstmals selbst das Amt als Chief Minister von Nagaland und hatte dieses bis zum 4. Juni 1980 inne, woraufhin John Bosco Jasokie seine Nachfolge antrat. Er löste John Bosco Jasokie am 18. November 1982 wieder ab. Er bekleidete den Posten als Chief Minister von Nagaland zum zweiten Mal bis zum 28. Oktober 1986 und wurde danach von Hokishe Sema abgelöst.
Jamir war zwischen dem 2. Juli 1987 und dem 2. Februar 1989 Mitglied der Rajya Sabha, des Oberhauses des Parlaments. Kurz zuvor wurde er am 25. Januar 1989 als Nachfolger von Hokishe Sema sowie nach einer vom 7. August 1988 bis zum 24. Januar 1989 dauernden Präsidialregierung (President’s rule) zum dritten Mal Chief Minister von Nagaland. Dieses Mal hatte er den bis zum 14. Mai 1990 inne und wurde im Anschluss von K. L. Chishi abgelöst. Als Nachfolger von Vamuzo Phesao sowie einer weiteren vom President’s rule vom 2. April 1992 bis zum 21. Februar 1993	übernahm er schließlich am 22. Februar 1993 zum vierten Mal das Amt als Chief Minister von Nagaland. Er übte dieses bis zu seiner Ablösung am 5. März 2003 durch Neiphiu Rio aus und hatte mit mehr als zehn Jahren die bislang längste Amtszeit eines Chief Minister dieses Bundesstaates.

### Gouverneur von Goa, Maharashtra, Gujarat und Odisha
Nach Ende seiner Amtszeit als Chief Minister bekleidete S. C. Jamir das Amt als Gouverneur mehrerer Bundesstaaten. Zunächst wurde er als Nachfolger von Mohammed Fazal am 17. Juli 2004 Gouverneur von Goa und bekleidete dieses Amt bis zum 20. Juli 2008, woraufhin Shivinder Singh Sidhu seine dortige Nachfolge antrat. In dieser Funktion entließ er am 1. Februar 2005 die Regierung von Manohar Parrikar von der Bharatiya Janata Party (BJP) und ernannt daraufhin am 2. Februar 2005 Pratapsing Rane vom Indian National Congress zum neuen Chief Minister von Goa. Danach übernahm er als Nachfolger von S. M. Krishna am 9. März 2008 auch noch in Personalunion (Additional Charge) den Posten als Gouverneur von Maharashtra und verblieb in dieser Funktion bis zu seiner Ablösung am 23. Januar 2010 durch K. Sankaranarayanan. Am 19. Juli 2008 wurde er formell als Gouverneur von Maharashtra vereidigt. Während dieser Zeit war er als Nachfolger von Naval Kishore Sharma vom 30. Juli 2009 bis zu seiner Ablösung am 27. November 2009 durch Kamla Beniwal zugleich in Personalunion auch Gouverneur von Gujarat.
Zuletzt löste Senayangba Chubatoshi am 21. März 2013 Murlidhar Chandrakant Bhandare als Gouverneur von Odisha ab und wurde am 21. März 2013 formell in diesem Amt vereidigt. Er übte dieses Amt fünf Jahre lang bis zum 20. März 2018 aus, woraufhin Satya Pal Malik seine Nachfolge antrat. 2020 wurde ihm der Padma Bhushan verliehen, der dritthöchste indische Zivilorden nach dem Bharat Ratna und dem Padma Vibhushan.
Aus seiner am 14. Februar 1959 geschlossenen Ehe mit Shrimati Alemla gingen drei Söhne und drei Töchter hervor.